# Saint-Étienne-Vallée-Française
Saint-Étienne-Vallée-Française är en kommun i departementet Lozère i regionen Occitanien i södra Frankrike. Kommunen ligger i kantonen Saint-Germain-de-Calberte som tillhör arrondissementet Florac. År 2022 hade Saint-Étienne-Vallée-Française 494 invånare.

## Befolkningsutveckling
Antalet invånare i kommunen Saint-Étienne-Vallée-Française
| Referens: INSEE |